# Anchomenus
Anchomenus är ett släkte av skalbaggar som beskrevs av Franco Andrea Bonelli 1810. Anchomenus ingår i familjen jordlöpare.
Släktet innehåller bara arten Anchomenus dorsalis.

## Bildgalleri

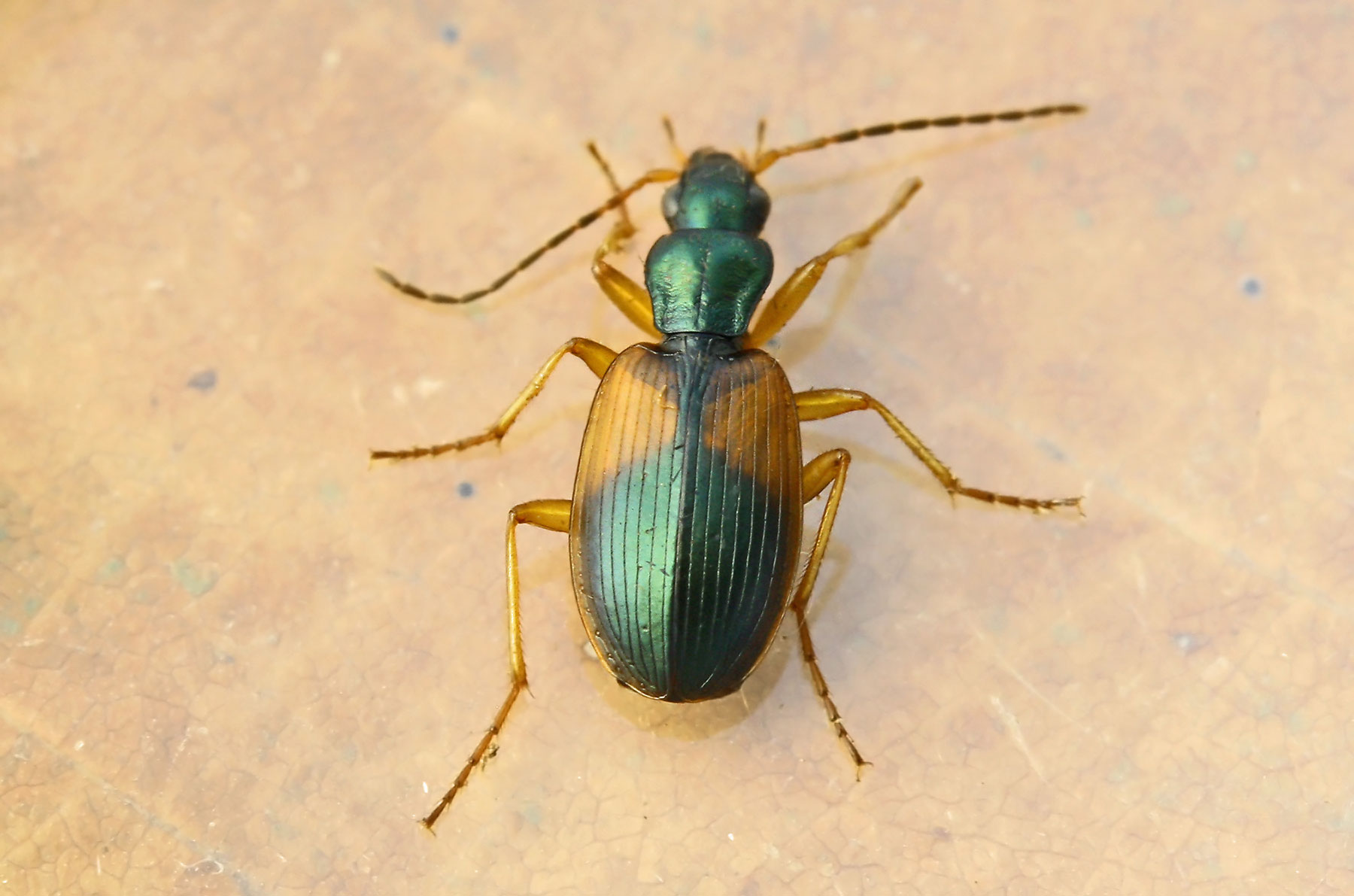